# الروم في سياستهم وحضارتهم ودينهم وثقافتهم وصلاتهم بالعرب (كتاب)
الروم في سياستهم، وحضارتهم، ودينهم، وثقافتهم وصلاتهم بالعرب هو كتاب مؤلف من جزأين ألفه أسد رستم، عن دار منشورات النور في بيروت عام 1958.

## طبعات الكتاب
- صدرت الطبعة الأولى عن دار المكشوف في بيروت في مجلدين [1]
- طبعته المكتبة البولسية ضمن مجموعة الأعمال الكاملة في عام 1984م، وشغل المجلدان 23 و24 فيها.[2]
- أصدرت مؤسسة هنداوي نسخة رقمية حرة من الكتاب في ملف واحد في عام 2018م.[3]
- طبعته دار الكنزي سنة 2021م في مجلد واحد.[4]
- طبعته وكالة الصحافة العربية (ناشرون) بالقاهرة سنة 2024 في مجلدين.[5]

## وصلات خارجية
- صدر قديماً: "الروم" لـ أسد رستم، موقع العربي الجديد.